# PredictIt

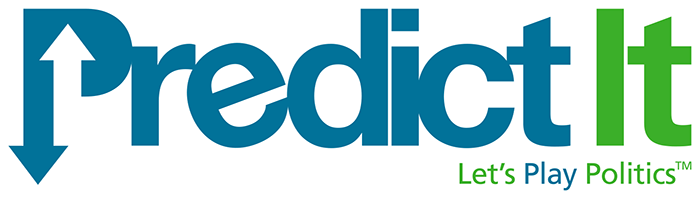

PredictIt ist ein in Neuseeland ansässiger Online-Vorhersagemarkt, der den Marktplatz nutzt, um politische Wetten zu aktuellen Ereignissen, politischen Themen und wirtschaftlichen Fragen anzubieten und Ereignisse vorherzusagen.
Eine Teilnahme ist nur erlaubt, wenn man in den USA steuerpflichtig ist.

## Geschichte
PredictIt ist im Besitz der Victoria University of Wellington und wurde mit Unterstützung von Aristotle Inc., einem Anbieter von Software, Datenverarbeitung und Verifikationsdiensten, am 3. November 2014 gestartet, nachdem die Betreiber einen No-Action Letter von der Commodity Futures Trading Commission erhalten hatte, die solche Börsen überwacht. PredictIt’s Office  befindet sich in Washington, D.C. Als gemeinnütziges Bildungsprojekt der neuseeländischen Victoria University of Wellington musste vermieden werden, wie ein Hightech-Buchmacher zu agieren. Dazu umging das Unternehmen Bundesgesetze, die Online-Glücksspiele verbieten und den Handel mit Warentermingeschäften regeln, weil, abgesehen von wenigen Ausnahmen, gewinnorientierte Online-Prognosemärkte, die Geld für den Handel akzeptieren, illegal sind. So wurde 2012 der irische Offshore-Profit-Prognosemarkt namens Intrade von der CFTC verklagt, weil er Geld von Amerikanern vereinnahmte, denen die Marktteilnahme gesetzlich verboten war, was 2013 zum Untergang von Intrade führte.

## Handelsformat
Händler können auf der PredictIt-Plattform Vorhersagen über zukünftige politische Ereignisse treffen, indem sie Aktien im Wert von 1 bis 99 Cent kaufen oder verkaufen und dabei Optionen auf „Ja“- oder „Nein“-Vorhersagen darüber tätigen, ob ein bestimmtes zukünftiges Ereignis eintreten wird. Der daraus ermittelte Aktienkurs kann, basierend auf der Weisheit der Vielen, als die Wahrscheinlichkeit interpretiert werden, mit der ein bestimmtes Ereignis eintritt. Je weiter sich ein Aktienkurs dem Maximum von 99 Cent annähert, desto zuversichtlicher sind die Händler, dass dieses Ergebnis eintrifft. Steht das Ergebnis des Ereignisses fest, werden alle Anteile am siegreichen Ergebnis mit jeweils einem Dollar abgerechnet. Händler können ihre Aktien aber auch jederzeit vor der Marktabwicklung verkaufen. PredictIt ist ein gemeinnütziges Forschungsprojekt und hat die Anzahl der Wetten auf eine einzelne Frage auf 5000 Personen beschränkt, wobei jede einzelne Investition mit 850 Dollar limitiert ist.

## Datenaustauschprogramm
PredictIt stellt Forschern seinen Datenpool zur Verfügung und arbeitet mit mehreren amerikanischen Universitäten zusammen, darunter das Massachusetts Institute of Technology, die Harvard University, die Yale University, die Duke University, die University of Pennsylvania, die University of California, die University of Michigan und die University of Virginia.